# Arrigo Boito
Arrigo Boito (Pádua, 24 de fevereiro de 1842 – Milão, 10 de junho de 1918), foi um poeta, escritor, libretista e refinado compositor italiano.
Filho de Silvestro Boito, um pintor originário de Polpet (Belluno), com a condessa Józefa Radolinska, e irmão de Camillo Boito, arquiteto e historiador, Boito realizou seus estudos fundamentais em Veneza e, posteriormente, estudou violino, piano e composição no Conservatório de Milão, a partir de 1854. Já nesta época demonstrava grande aptidão musical bem como poética, realizando suas primeiras composições, tais como a cantata Il quattro giugno (1860) e Le sorelle d'Italia (1861), elaborando tanto a parte lírica quanto a melódica. Era ligado ao grupo de primeira geração dos "artistas da Linha Lombarda".
Ao término de seus estudos no mesmo ano de 1861, obtem uma bolsa e parte com seu colega de conservatório Franco Faccio para Paris, onde entra em contato com os compositores Gioacchino Rossini, Hector Berlioz e Giuseppe Verdi.
De volta a Milão, depois de um período em que viveu trabalhando em diferentes ofícios, escreveu em 1862 a letra do "Hino da Nação", posteriormente musicada por Verdi. No mesmo ano, parte em viagem para a Polônia, terra natal de sua mãe, onde escreve seu primeiro libreto, Amleto, baseado em "Hamlet", de William Shakespeare, posteriormente musicado por Faccio.
De volta à Itália, trava amizade com Emilio Praga e adere à Scapigliatura  (desordem, desorganização, desarrumação), do qual se tornaria um de seus maiores expoentes. Sob influência do movimento cultural, elabora diversas poesias, reunidas sob uma coletânea intitulada Libro dei versi.
Em 1864, funda ao lado de Tito Ricordi a Società del Quartetto di Milano. O período seria de intensa atividade para Boito, salvo o intervalo no ano de 1866, quando seus amigos Franco Faccio e Emilio Praga, juntam-se a Giuseppe Garibaldi nas lutas pela unificação da Península Itálica. Mas em 1868, estreia no Teatro Alla Scalla de Milão sua ópera, Mefistofele.
A obra suscitou violentas reações no exigente público milanês, que julgou a ópera como “wagneriana”. Com isso, irromperam distúrbios nacionalistas nas ruas e a policia decidiu interromper as apresentações. Após estes incidentes, Boito realiza inúmeros cortes e revisões. A nova versão foi apresentada no Teatro Comunal de Bolonha, em 1876, alcançando finalmente grande êxito, passando a integrar o reportório de óperas clássicas. Foi no papel de Fausto que o famoso tenor italiano Beniamino Gigli se celebrizou.
Após o fiasco inicial de Mefistófele, Boito dedicou-se à elaboração de libretos para outros compositores, quase sempre sob o pseudônimo de Tobia Gorri, um anagrama de seu nome. São desta época os libretos de La Gioconda, de Amilcare Ponchielli, Otello e Falstaff para Giuseppe Verdi, Ero e Leandro, para Giovanni Bottesini, La falce, para Alfredo Catalani e Maria Tudor, para Carlos Gomes.
Com Verdi, de quem Boito foi o maior colaborador, a relação foi conflituosa. Em 1863, após lançar uma ode sátira ao compositor ("Alla salute dell'Arte Italiana"), romperam relações, que só seriam retomadas anos mais tarde. Isso não impede que Boito se consagrasse como o melhor libretista de Verdi.
Entre os anos de 1887 e 1898, Boito travou profunda amizade com a atriz Eleonora Duse, para quem traduziu para o italiano os dramas shakespeareanos Antônio e Cleopatra, Romeu e Julieta e Macbeth. Foi o mesmo período em que Boito se tornou diretor do Conservatório de Parma (que hoje leva seu nome). Em 1893 lhe foi concedida a láurea em música honoris causa na Universidade de Cambridge, e em 1912 foi nomeado senador do Reino da Itália.
Arrigo Boito faleceu aos 74 anos de idade, e foi sepultado no Cemitério Monumental de Milão.

## Obras literárias

### Poesia
- Re Orso (1864, 1873, 1877, 1902)
- Il libro dei versi (1877, 1902)

### Teatro
- Le madri galanti (1863, con Emilio Praga)
- Nerone (1901)

### Romances
- L'Alfier nero (1867)
- Iberia (1868)
- Il pugno chiuso (1870)
- La música in piazza (1870-1871)
- Il trapezio (1873-1874, incompleta)

### Libretos
- Il quattro giugno (1860, música em parceia com Franco Faccio)
- Le sorelle d'Italia (1861, música em parceria com Franco Faccio)
- Amleto (1865, Franco Faccio)
- Mefistofele (1868, música propria; 1875, música propria)
- Ero e Leandro (1871, música propria, não reapresentada; 1879, Giovanni Bottesini; 1896, Luigi Mancinelli)
- Iràm (1873, Cesare Dominiceti, não reapresentada)
- Un tramonto (1873, Gaetano Coronaro)
- Maria Tudor (1874, Carlos Gomes)
- La falce (1875, Alfredo Catalani)
- Semira (1876, Luigi San Germano, não reapresentada)
- La Gioconda (1876, Amilcare Ponchielli)
- Pier Luigi Farnese (1877, Costantino Palumbo, não reapresentada)
- Basi e bote (1881, música propria, não reapresentada; 1927, Riccardo Pick Mangiagalli)
- Simon Boccanegra (1881, Giuseppe Verdi, revisão do libreto de Francesco Maria Piave)
- Otello (1889, Giuseppe Verdi)
- Falstaff (1893, Giuseppe Verdi)
- Nerone (1924, música propria, póstumo)